# 天龍座DK
天龍座DK，又名BD+73 549，HD 106677、SAO 7533、HR 4665，是天龍座的一颗恒星，视星等为6.29，位于銀經126.66，銀緯44.32，其B1900.0坐标为赤經12h 10m 59.5s，赤緯+73° 44.32′ 28″。